# 罗青 (1902年)
罗青（1902年2月3日—1999年8月1日），男，江苏江都人，中华人民共和国政治人物，曾任北京劳动干部学校校长，北京市政协副主席。